# Helge Lindholm (konstnär)
Helge Eugen Lindholm, född 28 januari 1922 i Masthuggs församling, Göteborg, död 7 januari 1996 i Väne-Åsaka församling, Trollhättan, var en svensk konstnär och teaterdekoratör.
Lindholm studerade vid Valands målarskola i Göteborg och för Knud Hansen i Köpenhamn samt tekniker för vägglasering i Oslo. Han var huvudsakligen verksam som teaterdekoratör vid Stora Teatern, Alléteatern i Göteborg och Teaterbåten. Vid sidan av son ordinarie verksamhet var han kursledare i måleri vid TBV och ABF. Han målade även tavlor under pseudonymen Helge E Strand. Lindholm är gravsatt i minneslunden på Håjums begravningsplats.